# Quruli
Quruli (くるり, kururi) est un groupe de rock japonais populaire, originaire de Kyoto et formé en 1996. Le groupe est constitué actuellement de Shigeru Kishida (岸田 繁, chant, guitare), Masashi Satō (佐藤 征史, chant, basse) et FanFan (ファンファン, chant, trompette, piano). D'autres artistes viennent ponctuellement compléter le groupe, le temps d'un concert ou d'un enregistrement studio. Leur musique est produite et distribuée par Victor Entertainment.
Leurs origines musicales viennent du blues, jazz, classique, world musique, house, grunge, etc., et beaucoup d'artistes internationaux admirent leur talent musical, notamment Ben Harper, Roger Joseph Manning Jr. et El presidente.
Qururi est maintenant[Quand ?] considéré comme un des plus grands groupes de rock au Japon.

## Histoire
Shigeru Kishida (chant, guitare), Masashi Satoh (basse) et Nobuyuki Mori(batterie) forment Qururi en 1996.
Après une démo "Moshi Moshi" et un mini album "Fanderia" sortis sur le label indépendant Bad News Records, Qururi sort son premier album "Sayonara Stranger" en 1999 dans une major, "Victor Entertainment, Inc". Si cet album n'a eu qu'un faible impact au Japon, la chanson "Tokyo" devient leur premier succès.
Après une tournée nationale et un deuxième album "Zukan", il faudra attendre leur troisième "Team rock" en 2001 pour que Qururi devienne une valeur sure du rock japonais. Le titre "Bara no hana" (Rose en français) devient un hit et gravit la première place dans le " J-WAVE TOKIO HOT 100". L'album "Team Rock" marque aussi un changement de style avec l'ajout de beat électroniques sur plusieurs de leur compositions.
Entre 2001 et 2003, Qururi adopte une nouvelle formation. Nobuyuki Mori quitte le groupe et Kururi accueille deux nouveaux membres Tasshin Omura en tant que guitariste et Christopher McGuire (ancien membre de John Vanderslice, 12Rods et Kid Dakota) pour la batterie.
Le dernier album "Antenna" sorti en 2004 fait un carton. Le titre "how to go" et "RocknRoll" atteint la 7e et 5e place dans les charts au niveau national.
En juillet 2006 sort une compilation de leurs plus grands succès, s'ensuit une tournée de concerts au Japon ainsi que la participation en comme têtes d'affiches des plus grands festivals de rock japonais (Fuji rock, Rock in Japan, Countdown Japan...)

## Discographie

### Albums

#### ベスト オブ くるり / Tower of Music Lover (2006/07/26)
＜DISC1＞
1.ワンダーフォーゲル 

2.ばらの花 

3.虹 

4.ワールズエンド・スーパーノヴァ 

5.Thank You My Girl 

6.Baby I Love You 

7.ハローグッバイ 

8.春風 ＜Alternative＞ 

9.ナイトライダー ＜QURULI ver.＞ 

10.リバー 

11.ハイウェイ 

12.飴色の部屋 

13.赤い電車 ＜ver.金沢文庫＞
＜DISC2＞
1.水中モーター ＜Jam Remix＞ 

2.ロックンロール 

3.東京 

4.青い空 

5.リボルバー 

6.男の子と女の子 

7.Birthday 

8.Superstar 

9. 尼崎の魚 

10. 街 

11.サンデーモーニング 

12.家出娘（初CD化） 

13.How To Go

#### Nikki (2005/11/23)
1. Bus To Finsbury 

2. Baby I Love You 

3. Superstar（Album Edit） 

4. 雨上がり 

5. Tonight Is The Night 

6. Birthday 

7. お祭りわっしょい 

8. 冬の亡霊 

9. 赤い電車 

10. Long Tall Sally 

11. 虹色の天使 

12. Ring Ring Ring! 

13. (It's Only) R'n R Workshop!

#### アンテナ Antena (2004/03/10)
1.グッドモーニング 

2.Morning Paper 

3.Race 

4.ロックンロール 

5.Hometown 

6.花火 

7.黒い扉 

8.花の水鉄砲 

9.バンドワゴン 

10.How To Go <Timeless>

#### オリジナルサウンドトラック ジョゼと虎と魚たち Jose to Tora to Sakanatachi (2003/11/05)
1．ジョゼのテーマ 

2．乳母車 

3．別れ 

4．サガン 

5．飴色の部屋 

6．ドライブ 

7．ジョゼのテーマII 

8．恒夫とジョゼ 

9．ハイウェイ<Alternative>

#### The World is mine (2002/03/20)
1．GUILTY 

2．静かの海 

3．GO BACK TO CHINA 

4．WORLD'S END SUPERNOVA 

5．BUTTERSAND / PIANORGAN 

6．アマデウス 

7．ARMY 

8．MIND THE GAP 
 　
9．水中モーター 　 

10．男の子と女の子 　 

11．THANK YOU MY GIRL 　 

12．砂の星 　 

13．PEARL RIVER 　

#### Team Rock (2001/02/21)
1．TEAM ROCK 

2．ワンダーフォーゲル 

3．LV30 

4．愛なき世界 

5．C'mon C'mon 

6．カレーの歌 

7．永遠 

8．トレイン・ロック・フェステバル 

9．ばらの花 

10．迷路ゲーム 

11．リバー

#### 図鑑 Zukan　(2000/01/21)
1．イントロ 

2．マーチ 

3．青い空＜アルバムmix＞ 

4．ミレニアム 

5．惑星づくり 

6．窓 

7．チアノーゼ 

8．ピアノガール 

9．ABULA 

10．屏風浦 

11．街 

12．ロシアのルーレット 

13．ホームラン 

14．ガロン＜ガロ～ンmix＞ 

15．宿はなし

#### さよならストレンジャー Sayonara Stranger (1999/04/21)
1．ランチ 

2．虹 

3．オールドタイマー 

4．さよならストレンジャー 

5．ハワイ・サーティーン 

6．東京 

7．トランスファー 

8．葡萄園 

9．7月の夜 

10．りんご飴 

11．傘 

12．ブルース

#### ファンデリア Fanderia (1998/05/15)
1.Interlude 

2.モノノケ姫 

3.Old-fashioned 

4.続きのない夢の中 

5.雨 

6.Supper 

7.坂道 

8.Yes mom I'm so lonely

#### もしもし Moshi Moshi (1997/11/21)
1.東京 

2.虹 

3.夜行列車と烏瓜 

4.恋するクラゲ 

5.スプラッシュ 

6.蒼い涙

### Singles
- Juice 2006/07/05
- ラヴぃ 2006/07/05
- Baby I Love You 2005/10/26
- 赤い電車 2005/09/22
- Superstar 2005/08/24
- BIRTHDAY 2005/02/23
- ロックンロール 2004/02/11
- ハイウェイ 2003/11/05
- HOW TO GO 2003/09/17
- 男の子と女の子 2002/05/09
- ワールズエンド・スーパーノヴァ 2002/02/20
- リバー 2001/05/17
- ばらの花 2001/01/24
- ワンダーフォーゲル 2000/10/18
- 春風 2000/04/05
- 街 1999/11/20
- 青い空 1999/08/25
- 虹 1999/02/24
- 東京 1998/10/21

### DVD
- くるくる節 ～Quruli Live Tour 2004 Documentary Film～ 2004/09/22

Morning Paper
Go Back To China
interlude A
Race
interlude B
オールドタイマー
interlude C
すけべな女の子
トレインロックフェスティバル
街
interlude D
グッドモーニング
ばらの花
interlude E
Home Town
ロックンロール
Jam Session
How To Go
- くるくる鮨 2004/07/21

Quruli Video Clips 1998-2004
1.東京
2.虹
3.青い空
4.街
5.春風
6.ワンダーフォーゲル
7.ばらの花
8.リバー
9.ワールズエンド・スーパーノヴァ
10.男の子と女の子
11.HOW TO GO
12.すけべな女の子
13.ハイウェイ
14.ロックンロール
15.花の水鉄砲